# Бурдін Порфирій Петрович
Порфирій Петрович Бурдін (нар. 1912, тепер Російська Федерація — ?) — український радянський діяч, новатор виробництва, електрозварник заготівельно-зварювального цеху Запорізького трансформаторного заводу Запорізької області. Депутат Верховної Ради УРСР 5-го скликання.

## Біографія
Трудову діяльність розпочав у 1928 році на залізничному транспорті. Закінчив курси слюсарів, а потім електрозварників.
Працював електрозварником паровозного депо станції Барабінськ Західно-Сибірського краю (тепер — Новосибірської області) РРФСР.
З 1947 року — електрозварник заготівельно-зварювального цеху Запорізького трансформаторного заводу Запорізької області.

## Нагороди
- орден Трудового Червоного Прапора
- ордени
- медалі
- значок «Відмінний залізничник»
- значок «Ударник Сталінського призову»